# 霊公 (晋)
霊公（れいこう、? - 紀元前607年9月27日）は、中国春秋時代の晋の君主（在位：紀元前620年 - 紀元前607年）。姓は姫、諱は夷皋。襄公の子。 

## 略歴

### 幼君擁立
晋は祖父の文公が覇者になったもの、即位したとき、すでに老齢で在位わずか9年で没した。父の襄公もまた、即位して7年で夭折してしまった。太子の夷皋はまだ幼く、正卿趙盾は覇権を維持するために大夫たちと話し合い、当時、秦にいて盛名が高かった公子雍を呼び戻して晋公とすることにした。
ところが狐射姑が陳にいた公子楽を晋公にしようとしていたことがわかり、趙盾は刺客を放って公子楽を殺してしまった。狐射姑は亡命したが、反対派の動向を恐れるようになった趙盾は考えを変え、夷皋の母の穆嬴が晋の大夫たちを説得して回ったこともあって、夷皋を晋公に立てることにし、軍を出して公子雍を追い払ってしまった。

### 趙盾との対立
霊公となった夷皋は、当初は趙盾の言うことをおとなしく聞いていたが、長ずるに従い、逆らうようになった。
やがて、成人した霊公は、趙盾の勧めで会同をおこない、斉を討つことにした。そして会同の地に赴いたが、斉が賄賂を使うと討伐を取りやめてしまった。これに怒った鄭は「晋君に盟主と仰ぐ価値はない」として、楚を新たな盟主とした。
またあるとき、霊公は熊の手を煮た料理がよく煮えていなかったといって料理人を殺し、その死体を婦人に運び出させたが、そこに偶然、趙盾と士会が通りかかった。趙盾は霊公を諌めようとしたが、士会が「正卿のあなたが諌めて聞き入れられなければ、後に続くものがいません。まずはわたしが諌めてみましょう」と言って、霊公の前に進み出た。霊公はこれを無視しようとしたが、士会は三度、前に進み出て拝した。霊公はようやく立ち止まって「わたしの罪はわかっている。今後はあらためるつもりだ」と言い、士会は「過ってのちにあらためることが出来れば幸いです」と答えた。しかし、その後も霊公の乱行はあらたまらなかった。
趙盾との対立は日に日に深まり、紀元前607年、霊公は趙盾を殺すために鉏麑と言う刺客を送った。
しかし、趙盾の屋敷にやってきた鉏麑は、趙盾の身の修め方を見て、殺すことは正しくないと考え、自ら頭を木に打ち付けて自殺してしまった。霊公はそれでも諦めず、宴に刺客を潜り込ませたが、趙盾は人の助けでこれを逃れ、やむなく亡命しようとした。霊公は「これで聴政をおこなわなくてすむ」と言い、物見台から往来の人に石を弾き、驚くさまを見て喜んだ。

### 横死
しかし、霊公は趙盾に対するぞんざいな扱いに怒った従兄弟の趙穿によって殺害された。まだ、国境を出ていなかった趙盾は慌てて宮殿に戻り、襄公の弟の公子黒臀を迎えて晋公に立てた。これが成公である。